# Oileu
Segons la mitologia grega, Oileu (en grec antic: Ὀιλεύς) va ser un rei de la ciutat d'Opunt, fill d'Hodèdoc i de Laònome. Era net de Cinos i besnet d'Opunt.
Casat amb Eriopis, fou pare d'Àiax el Petit. De la seua unió amb una dona anomenada Rene, nasqué Medont. De vegades se li atribueix una tercera dona, Alcímaca, germana de Telamó.
Va prendre part en l'expedició dels argonautes, i alguns diuen que acompanyà Hèracles quan anava a abatre les aus Estimfàlides. Va ser ferit a l'espatlla per una de les plomes d'una d'aquestes aus.